# Paulino Orihuela
Paulino Orihuela (La Rioja, c. 1782 - Malanzán, 3 de noviembre de 1887) fue un hacendado, militar y político argentino, que ejerció como gobernador de la provincia de La Rioja en dos oportunidades, entre 1831 y 1841.

## Inicios de su carrera
Era hijo del cordobés José Orihuela y de la riojana Paula Rivero y Ávila. Fue un hacendado, que se inició como ganadero y luego como comerciante en el partido de Los Llanos.
Durante las guerras entre federales y unitarios fue oficial de montoneras locales, a órdenes del general Facundo Quiroga, con quien lo unía una amistad desde años antes, cuando ambos habían colaborado en la provisión de suministros para el Ejército de los Andes. A mediados de los años 1820 ostentaba el grado de coronel.

## Muerte
Muere ciego en su pueblo natal a la edad de 105 años.